# Chilapa de Álvarez
Chilapa de Álvarez è una municipalità dello Stato di Guerrero, nel Messico centrale, il cui capoluogo è la città omonima.
La municipalità conta 120.790 abitanti (2010) e ha un'estensione di 752,67 km².
Il significato del nome della località in lingua nahuatl è Sopra il fiume rosso, mentre la seconda parte del nome è dedicata a Juan Álvarez Hurtado, eroe della Rivoluzione di Ayutla.